# خانه هومن
خانه آقای هومن مربوط به اوایل دوره پهلوی دوم است و در میگون، ضلع غربی شهر واقع شده و این اثر در تاریخ ۱ مهر ۱۳۸۲ با شمارهٔ ثبت ۱۰۴۰۰ به‌عنوان یکی از آثار ملی ایران به ثبت رسیده‌است.
این خانه تاریخی محل زندگی دکتر  احمد هومن  از رجال سیاسی مهم دوران  پهلوی  بود.دکتر احمد هومن مدتی معاونت نخست وزیری ایران و هم چنین سرپرستی وزارت دربار را عهده دار بود.وفات ایشان در سال ۱۳۷۴ شمسی می باشد و در روستای میگون مدفون هستند. 